# George Ord
George Ord   (Filadèlfia, 4 de març de 1781 - Filadèlfia, 24 de gener de 1866) va ser un ornitòleg estatunidenc.

## Biografia
Fill d'un fabricant de cordes, ajudava al seu pare en aquesta feina. L'any 1829 abandonaria aquesta activitat per dedicar-se de ple a la ciència.
L'any 1815, es va convertir en membre de l'Acadèmia de Ciències Naturals de Filadèlfia, i dos anys més tard, en membre de la Societat Filosòfica Americana. Va ocupar importants càrrecs en ambdues entitats. Ord va descriure diverses mostres de l'expedició de Lewis i Clark, en particular, de l'os bru i l'Antílop americà.
Va ser amic i defensor d'Alexander Wilson (1766-1813) i li va recolzar en diversos dels seus viatges. Ord va concloure el vuitè i el novè volum del llibre de Wilson, American Ornithology. Va publicar una biografia de Wilson l'any 1828 i la d'altres dos grans naturalistes, Thomas Say (1787-1843) el 1834 i Charles-Alexandre Lesueur (1778-1846) l'any 1849. Va prendre part en l'edició del diccionari de Samuel Johnson (1709-1784) i la primera edició del diccionari de Noah Webster (1758-1843). Es va enfrontar a John James Audubon (1785-1851), a qui va acusar d'haver usurpat el lloc de Wilson.De fet, va tractar d'impedir el seu ingrés en l'Acadèmia de Ciències Naturals.